# Cappuccino

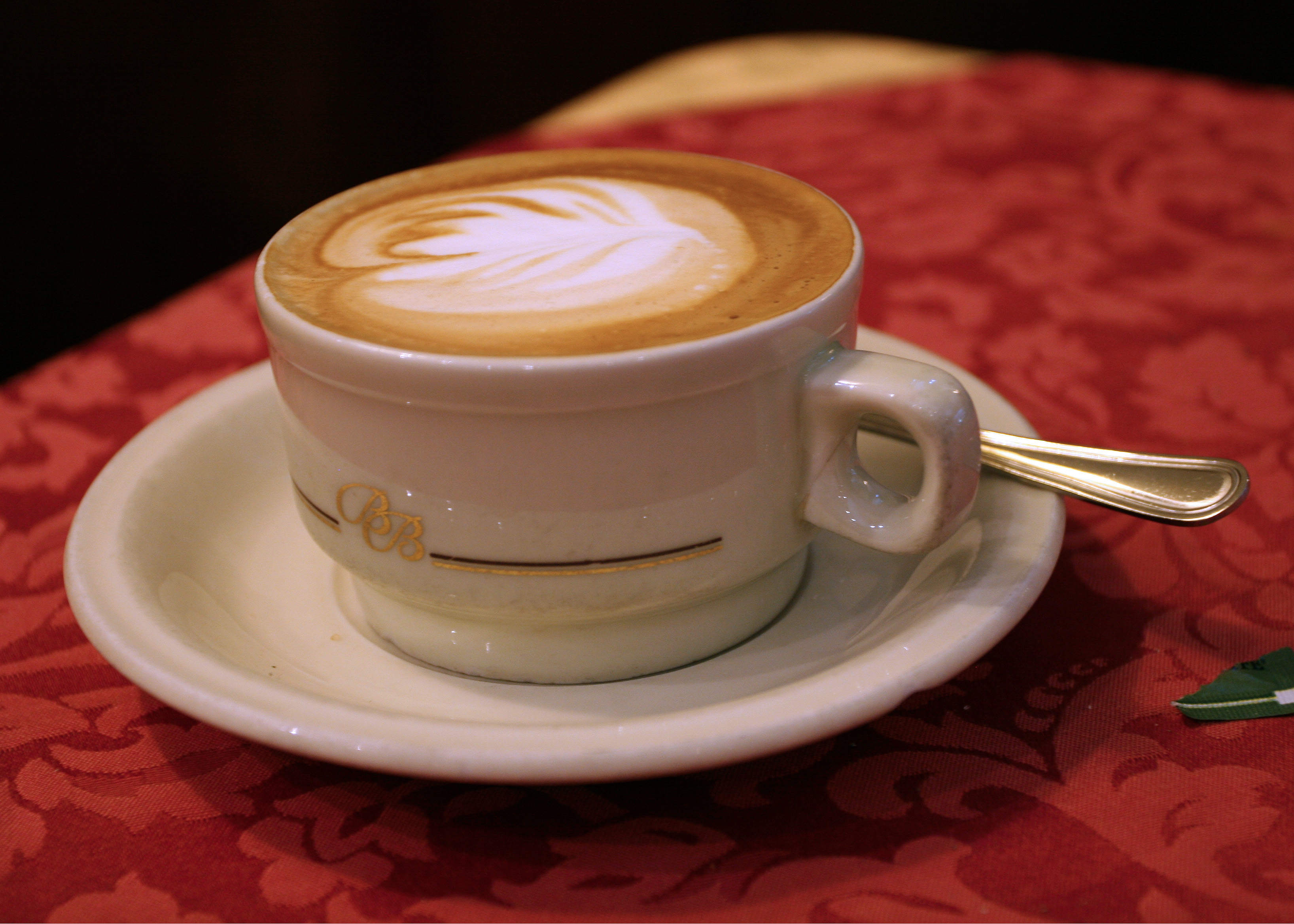
Cappuccino in einer Bar von Mailand

Cappuccino (italienisch [kapːuˈtːʃiːno]; deutsch [ˌkapʊˈtʃiːno], wörtlich: Kapuziner) ist ein italienisches Kaffeegetränk, das aus einem Espresso und heißem Milchschaum zubereitet wird.
Er wird in der Regel in dickwandigen, vorgewärmten Tassen aus Steinzeug oder Porzellan serviert und gesüßt getrunken. In Italien nimmt man ihn fast ausschließlich zum Frühstück, jedenfalls vor dem Mittagessen ein.
In Deutschland wurde der Cappuccino zu einem der populärsten Kaffeegetränke. Um 2006/2007 konsumierten 16 % der Deutschen mindestens einmal pro Woche Cappuccino.

## Entstehungsgeschichte, Namensherkunft und Pluralbildung
Cappuccino basiert auf dem österreichischen Kapuziner, einer Wiener Kaffeespezialität. Dabei handelt es sich um einen Mokka, der mit flüssigem Schlagobers (Schlagsahne) vermischt wird, wodurch das Getränk eine Färbung erhält, die an den Habit eines Kapuziners erinnert. Dementsprechend hat auch der Cappuccino seinen Namen vom Diminutiv (Endung -ino) des italienischen Wortes für Kapuze (cappuccio).
Der Cappuccino entstand angeblich, als in Norditalien stationierte österreichische Soldaten der Habsburgermonarchie ihren gewohnten Kapuziner verlangten. Mit der Zeit entwickelte sich daraus das heutige Getränk. In Österreich existieren die beiden Kaffeespezialitäten heutzutage nebeneinander.
Der Duden gibt als Pluralform „Cappuccinos“ an, da er als Lehnwort wie ein deutsches Wort behandelt wird. Der italienische Plural lautet Cappuccini.

## Zubereitung
Italienischer Cappuccino ist eine Mischung aus einem Espresso (etwa 20–30 ml) und aufgeschäumter Milch (etwa 120 ml). Zunächst wird der Milchschaum zubereitet, wobei sich das Volumen der verwendeten Milchmenge (etwa 60 ml) in etwa verdoppeln und die Temperatur auf etwa 65 °C erhöhen soll. Dann wird der Espresso gebrüht, wobei eine etwa 150 ml fassende, vorgewärmte Tasse verwendet wird.
Beim Eingießen des Milchschaums setzt sich die braune Crema des Espressos oberhalb des Schaums ab und gibt dem Cappuccino sein charakteristisches Aussehen.

### Milchschaum
Außerhalb Italiens wird oft fälschlich angenommen, der Name Cappuccino sei direkt vom italienischen Wort für „Kapuze“ abgeleitet und beziehe sich auf die Haube aus Milchschaum. Dies führt häufig zu dem Irrglauben, ein „echter“ Cappuccino müsse mit einer spitzen „Kapuze“ oder „Zipfelmütze“ aus festem Milchschaum serviert werden. In originaler (italienischer) Zubereitungsart ist der Milchschaum hingegen beim Eingießen fast flüssig, frei von erkennbaren Luftbläschen und gleicht in der Konsistenz in etwa halb geschlagener Sahne. Beim Aufschäumen sollte die Milch daher nicht über 70 °C erhitzt werden, weil der Schaum sonst leicht eine zu feste Konsistenz bekommt und der Cappuccino zudem den Geschmack von gekochter Milch annehmen kann.
Auch die Drittel-Regel, nach der ein Cappuccino aus einem Drittel Espresso, einem Drittel Milch und einem Drittel Milchschaum bestehen muss, ist relativ unsinnig, da Milch und Milchschaum nicht separat, sondern gemeinsam in die Tasse gegeben werden. Unterhalb der weiß-braunen Haube trennen sich dann beide nach kurzer Zeit, so dass bei einem guten Cappuccino letztlich eine Schaumschicht von etwa 1 bis 2 cm bleibt.
Wegen der flüssigen Konsistenz des Milchschaums lassen sich durch Bewegungen des Kännchens beim Eingießen des Milchschaums eine Vielzahl von braun-abgestuften Mustern erzeugen, die sogenannte Latte-Art. Klassischere Formen sind das Herz oder das Blatt, fortgeschrittenere Formen sind beispielsweise Tulpe, Drache oder Schmetterling. Unter Baristi gibt es in der Disziplin der Latte-Art jedes Jahr zahlreiche nationale und internationale Wettbewerbe.
Manche Kaffeebars benutzen Kakaopulver oder Zimt, um die Farbe und das Aroma der Cremahaube auf der Milch nachzubessern, und manchmal sogar Schablonen, um Muster ähnlich der Latte Art zu erzeugen. Das Bestreuen mit Kakao ist jedoch keinesfalls allgemein üblich. Die Muster und der Geschmack der braunen Haube werden nach „puristischer“ Zubereitungsart nur durch das Vermischen der Crema mit dem eingegossenen Milchschaum erzeugt, nicht durch Zugabe von Kakao oder ähnlichem.

### Bohnensorte

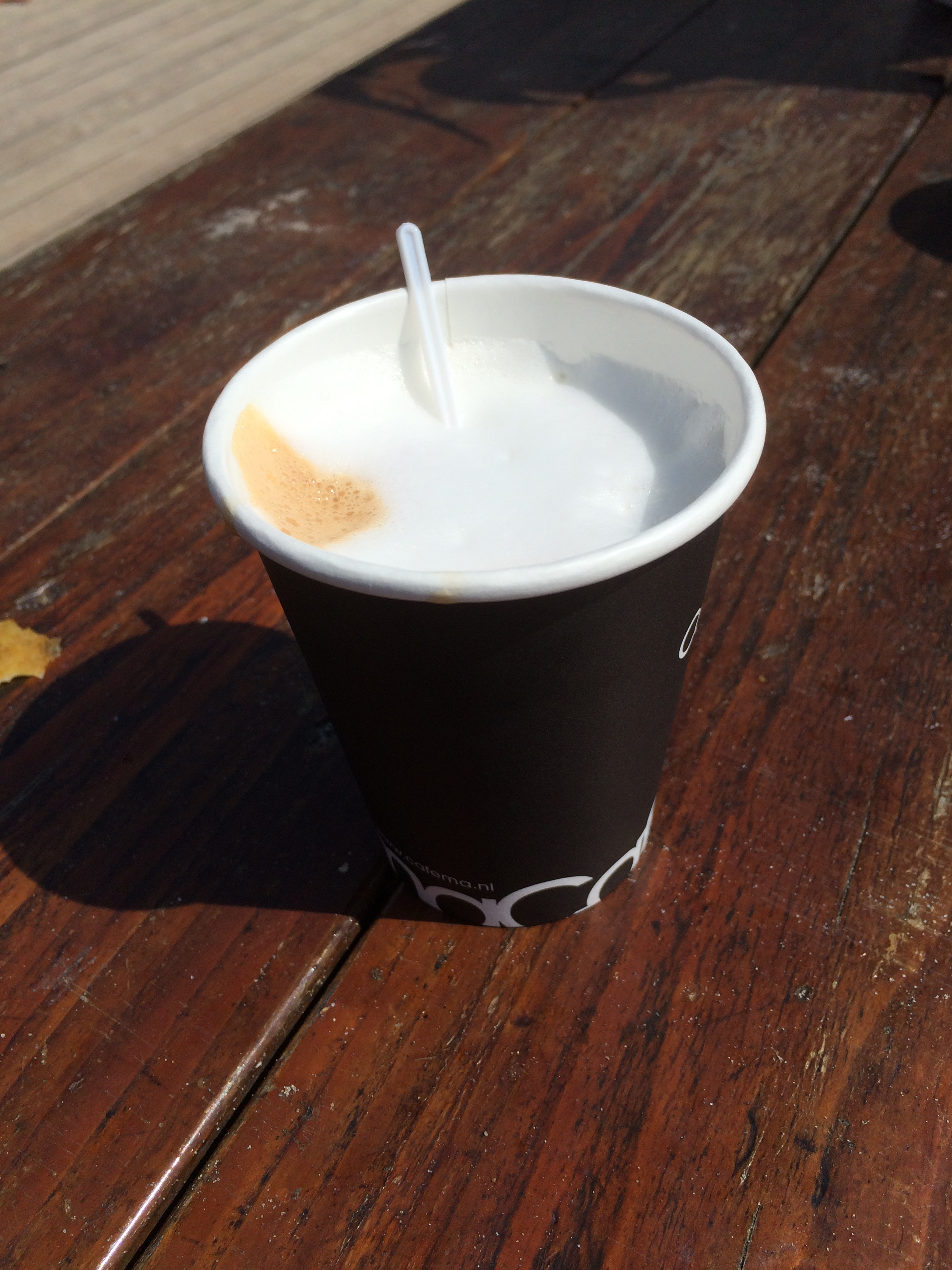
Cappuccino to go

Als Bohnenmischung wird traditionellerweise kein reiner Arabica-Kaffee benutzt, sondern eine Mischung mit einem Anteil an Robusta-Bohnen. Die klassische Mischung italienischer Caffè-Bars hat ein Arabica/Robusta-Verhältnis von 60/40, es gibt aber auch immer häufiger Mischungen mit weniger bis gar keinem Robusta-Anteil, besonders in Norditalien. Entgegen ihrem Ruf als „unfeine“ Kaffeebohne ist die Robusta allerdings besonders bei der Zubereitung von Cappuccino von Vorteil: Einerseits setzt sich deren Würze im Milchmischgetränk geschmacklich besser durch als der tendenziell säurebetontere Arabica, andererseits produziert die Robustabohne bei der Extraktion mehr Crema, was für eine kräftigere Farbe der braunen Haube sorgt. Besonders außerhalb Italiens gibt es inzwischen aber immer häufiger anspruchsvolle Kaffeebars, die betonen, ausschließlich mit reinen Arabica-Mischungen zu arbeiten.

### Variationen

#### Mit Sahne

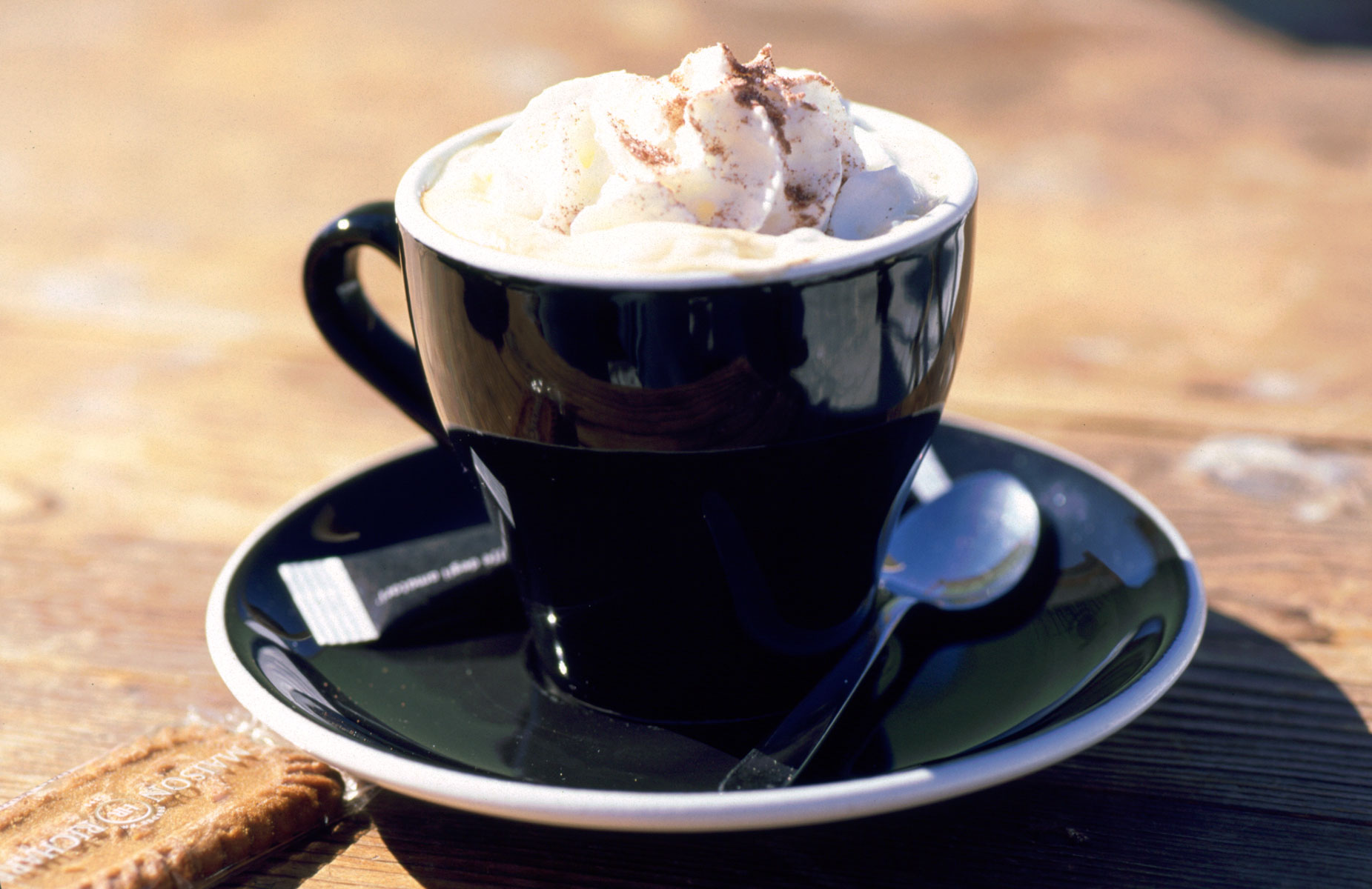
Cappuccino mit Sahne

In Österreich wird überwiegend die italienische Variante des Cappuccinos serviert, also mit Milchschaum. Die in Deutschland teilweise anzutreffende Variante mit Schlagsahne statt aufgeschäumter Milch ist in Österreich als Franziskaner bekannt, in Italien als cappuccino con panna.

#### Mit Aromen, Sirup etc.

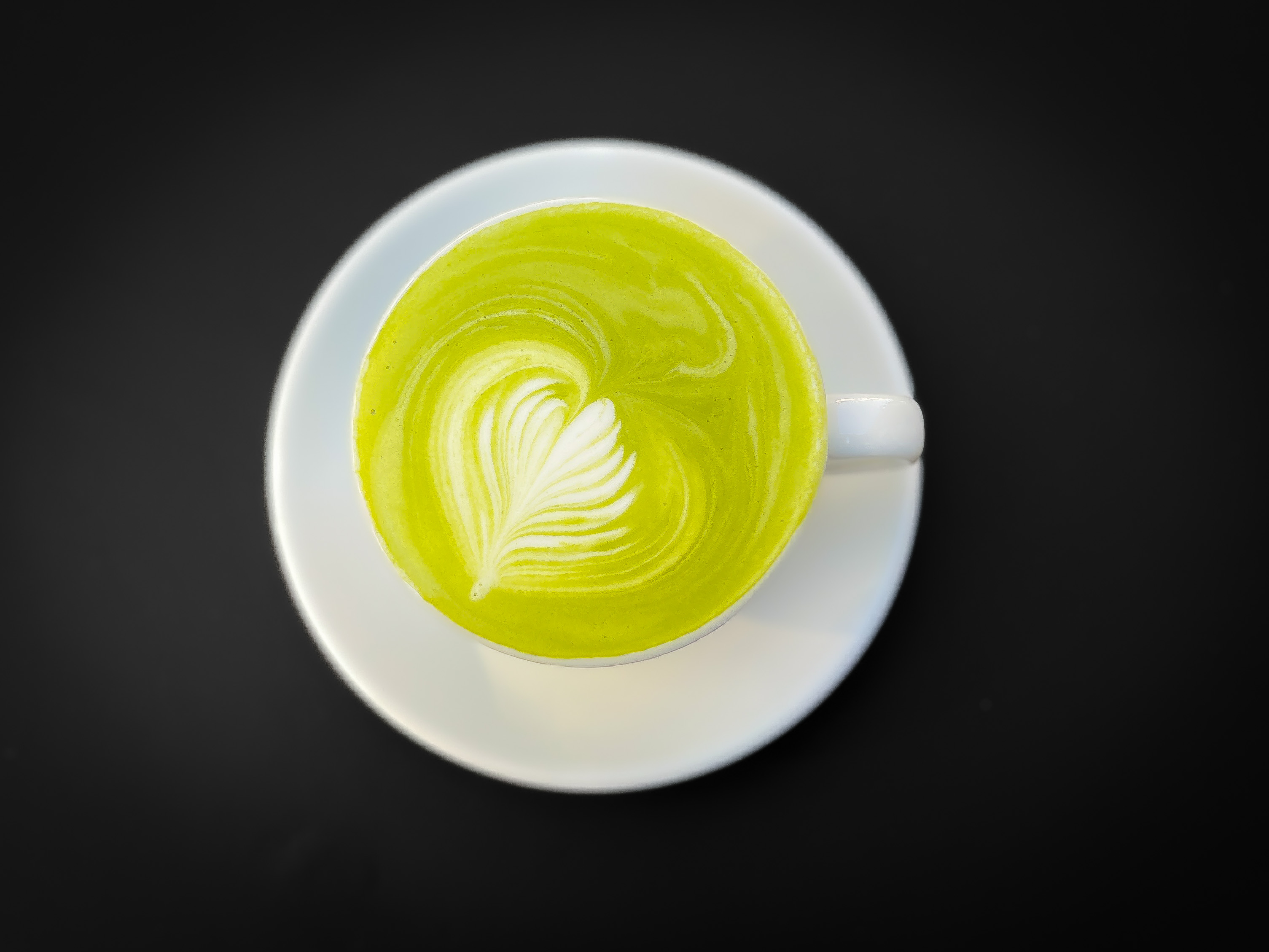
Matcha-Cappuccino mit Matcha anstelle von Espresso

Der Cappuccino ist die Grundlage für allerlei Neukreationen durch die modernen Kaffeehaus-Ketten. In vielen Cafés wird er als „Flavoured Cappuccino“ angeboten und dann mit verschiedenen Sirupen oder anderen Zusätzen aromatisiert. Vorwiegend werden dazu verschiedene Schokolade-, Nuss-, Vanille- oder Karamell-Aromen gewählt, ausgefallenere Kombinationen sind z. B. die Zugabe von Fruchtstücken oder Marshmallows. Darüber hinaus werden im Sommer auch Varianten mit Eiswürfeln oder gestoßenem Eis angeboten, die besonders erfrischend wirken sollen.
Bei zahlreichen Neuschöpfungen bedient sich die Namensgebung Wortteilen des Cappuccino. So wird z. B. ein Cappuccino aus gewöhnlichem Filterkaffeemehl, welcher aber ansonsten genauso wie regulärer Cappuccino zubereitet wurde, auch Caffecino genannt. Inzwischen gibt es sogar geschützte Markennamen, wie beispielsweise den Chococino (ein Kakaogetränk mit Milchschaum) des Lebensmittelkonzerns Nestlé.

#### Mit Matcha (grünem Tee) anstatt Espresso
Anstelle von Espresso kann auch Matcha-Tee verwendet werden, um Cappuccino zuzubereiten. Genau wie beim normalen Cappuccino wird beim Matcha-Cappucino, vergleichbar mit einem Espresso, zuerst eine kleine Menge warmer Matcha zubereitet (30–60 ml). Dieser Matcha-Tee wird dann in eine Tasse gegeben und mit aufgeschäumter Milch aufgefüllt. Auch Latte Art ist möglich beim Matcha-Cappuccino. Der Geschmack von Matcha ist völlig anders als der von Espresso, entsprechend schmeckt auch der Matcha-Cappuccino gänzlich anders. Koffein enthält allerdings auch der Matcha-Tee.

## Instant-Cappuccino

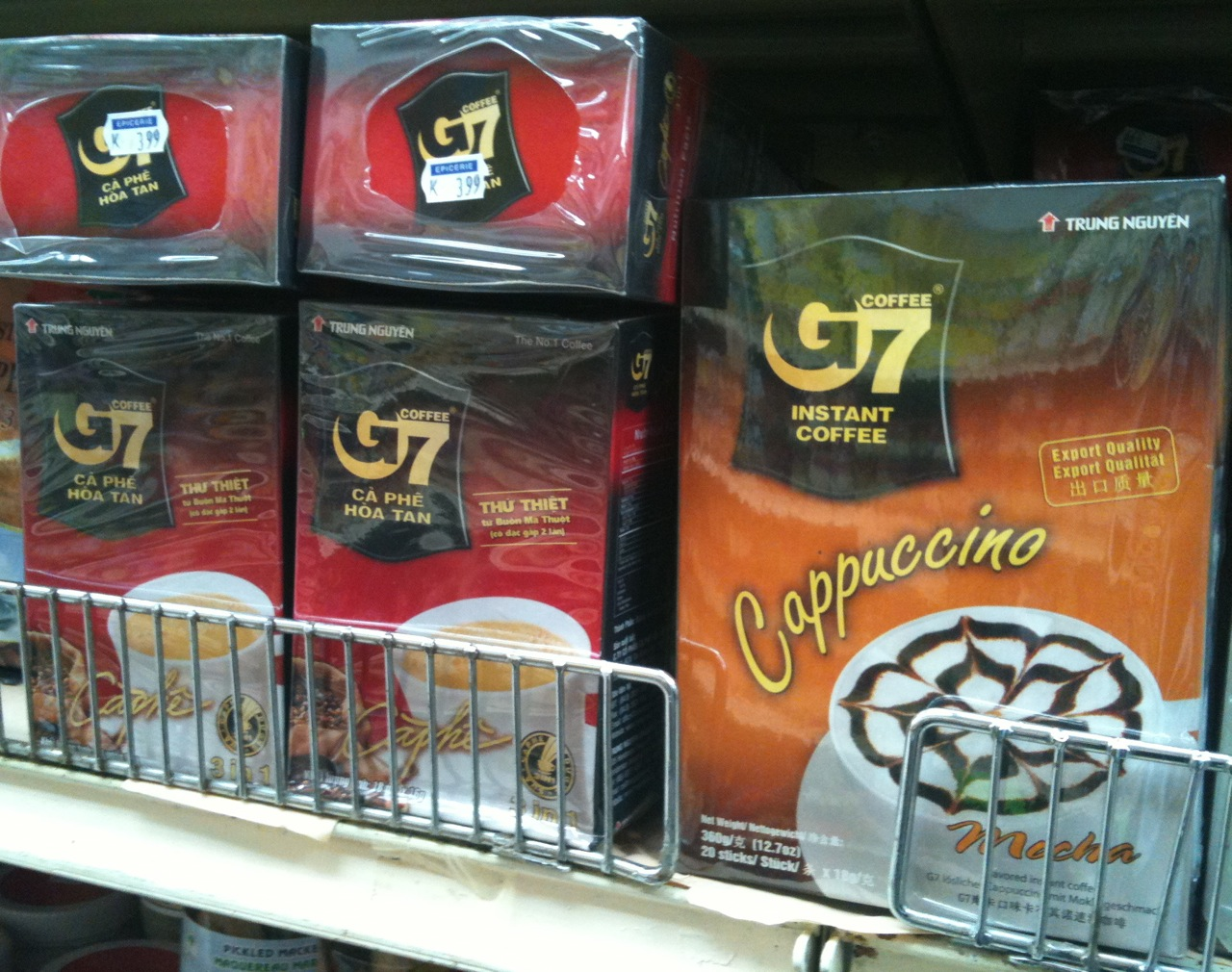
Rechts: Instant-Cappuccino in einem Laden in Montreal, Kanada

Instant-Cappuccino ist ein lösliches Kaffeegetränkpulver zum Selbstzubereiten zuhause. Instant-Cappuccino ist 2020 im Vergleich zu gemahlenen Kaffeebohnen oder Instantkaffee das am meisten verarbeitete Kaffeegetränk.